# Konjikovići (Republika Serbska)
Konjikovići (cyr. Коњиковићи) – wieś w Bośni i Hercegowinie, w Republice Serbskiej, w gminie Lopare. W 2013 roku liczyła 40 mieszkańców.